# Бароло
Баро̀ло (на италиански: Barolo; на пиемонтски: Bareu, Бареу) е село и община в Северна Италия, провинция Кунео, регион Пиемонт. Разположено е на 301 m надморска височина. Населението на общината е 728 души (към 2010 г.).